# Vörstetten
Vörstetten est une commune de l'arrondissement d'Emmendingen en Bade-Wurtemberg située à 7 km au nord de Fribourg-en-Brisgau et à 20 km à vol d´oiseau de la frontière française.

## Histoire
Des fouilles archéologiques ont attesté la présence humaine sur le territoire actuel de la commune de Vörstetten depuis plus de 7 000 ans. Le premier document écrit sur Vörstetten remonte à l'année 993. Les cartes de Mercator et de Cassini mentionnent le village sous le nom de « Forstet ». À noter que les autochtones d'aujourd'hui ont tendance à prononcer « Fœrschtette ».
Le 20 octobre 1796, le lendemain de la bataille d'Emmendingen, le village de Vörstetten est situé au centre des combats sur l'Elz, opposant l'armée française de Rhin-et-Moselle du général Moreau, et plus particulièrement les troupes du général de Gouvion-Saint-Cyr, à l'armée autrichienne commandée par l'Archiduc Charles-Louis d'Autriche-Teschen. Les Français sont contraints à la retraite et se replient vers le Rhin.
Vörstetten a eu son âge d'or fin XVIIIe - début XIXe. On trouve encore aujourd'hui environ 70 maisons à colombages construites entre 1770 et 1820. Autre particularité de Vörstetten : les vergers. Vörstetten a donc le titre de « Village des maisons à colombages et des arbres fruitiers ».

## Jumelages
- L'Étrat (France)
- La Tour-en-Jarez (France)